# Yuumi Kawai
Yuumi Kawai (jap. 河合 優実 Kawai Yūmi; ur. 19 grudnia 2000 w Tokio) – japońska aktorka oraz laureatka licznych nagród w przemyśle filmowym.

## Życiorys
Kawai urodziła się 19 grudnia 2000 roku w Tokio. W lutym 2019 roku zadebiutowała jako aktorka. Jej występy w filmach wydanych w 2021 i 2022 roku przyniosły jej szereg nagród na najważniejszych galach filmowych między innymi na Festiwalu Filmowym w Jokohamie.
W 2023 roku zagrała główną rolą w dramie „Kazoku Dakara Aishitan Janakute, Aishita no ga Kazoku Datta”, opartej na prawdziwej historii japońskiej pisarki i eseistki Nami Kishidy. Za swoje główne role w filmach w 2024 roku „A Girl Named Ann” w reżyserii Yu Irie i „Desert of Namibia” w reżyserii Yoko Yamanaki zdobyła nagrody dla najlepszej aktorki na najważniejszych japońskich galach filmowych, w tym Mainichi i Błękitnej Wstęgi.
Według ankiety przeprowadzonej przez Oricon, była ona aktorką numer jeden w pierwszej połowie 2024 roku. Następnie dubbingowała główną bohaterkę Ayumu Fujino w filmie anime „Look Back”. Kawai została wybrana jako jedna z 15 osób (lub grup) twarzy roku przez Modelpress, a rok 2024 stał się dla niej rokiem przełomowym.

## Filmografia

### Dramy
| Rok  | Tytuł | Rola                                      | Stacja telewizyjna | Uwagi                                          |
| ---- | --- | ----------------------------------------- | ------------------ | ---------------------------------------------- |
| 2019 | In Hand (インハンド)                                                                                             | Kaori Kikuchi                             | TBS                | Odc. 4                                         |
| 2019 | VerifieR -risshō-sha- (VerifieR -立証者-)                                                                        | Honoka Mashita                            | Rakuten TV         | Drama internetowa                              |
| 2020 | Top Knife: Tensai Nogekai no Joken (トップナイフ―天才脳外科医の条件―)                                            | Yuko Kanbe                                | NTV                | Odc. 3                                         |
| 2020 | MY SHIBUYA VIEW「Where is UFO?」                                                                                 |                                           | Line, YouTube      | Drama internetowa, kanał Prady na YouTube      |
| 2020 | Japan Women's Gourmet Burger Club (女子グルメバーガー部)                                                         | Rena                                      | TV Tokyo           | Odc. 2                                         |
| 2021 | Muchuu-sa, Kimi ni (夢中さ、きみに。)                                                                            | Arakawa                                   | MBS                |                                                |
| 2021 | Nemezis (ネメシス)                                                                                               | Rena Natsumoto                            | NTV                | Odc. 4                                         |
| 2021 | Higashino Keigo Samayou Yaiba (東野圭吾 さまよう刃)                                                              | Ema Nagamine                              | WOWOW              |                                                |
| 2021 | Welcome to Planet Sutherland (惑星サザーランドへようこそ)                                                        | Mugi                                      | YouTube            | Główna rola, drama internetowa                 |
| 2021 | Yume no naka no merodi (夢の中のメロディ)                                                                        | Misaki Yukumo                             |                    |                                                |
| 2021 | Orijinaru dorama “mitsume” (オリジナルドラマ『見つめ』)                                                          | Mitsume Nagase                            | YouTube            |                                                |
| 2021 | Joge Kankei (上下関係)                                                                                           | Konatsu Honda                             | Line News Vision   | Główna rola, drama internetowa                 |
| 2021 | A school where students can start over (生徒が人生をやり直せる学校)                                              | Himeki Midorikawa                         | NTV                | Jednoodcinkowa drama                           |
| 2022 | Class Crush (恋の病と野郎組 Season2)                                                                             | Reika Uchida                              | NTV                | Odc. 5 i 10                                    |
| 2022 | Teen Regime (１７才の帝国)                                                                                       | Suguri Saiga                              | NHK                |                                                |
| 2022 | Isu (椅子) | Eri                                       | WOWOW              | Odc.3                                          |
| 2022 | One Night Morning (ワンナイト・モーニング)                                                                       | Tamako Hatamoto                           | WOWOW              | Główna rola, odc. 4                            |
| 2022 | First Love (First Love 初恋)                                                                                     | Nanako Kimitsu (koleżanka Yae ze studiów) | Netflix            |                                                |
| 2023 | Kazoku Dakara Aishitan Janakute, Aishita no ga Kazoku Datta (家族だから愛したんじゃなくて、愛したのが家族だった) | Nanami Kishimoto                          | NHK                | Główna rola                                    |
| 2023 | Kami no Ko wa Tsubuyaku (神の子はつぶやく)                                                                       | Haruka Kinoshita                          | NHK                | Główna rola, jednoodcinkowa drama              |
| 2024 | Ekstremalnie niestosowne! (不適切にもほどがある!)                                                                | Junko Ogawa                               | TBS                |                                                |
| 2024 | RoOT (ルート) | Rena Suzuki                               | TV Tokyo           | Główna rola                                    |
| 2024 | 60-Byō u~ebu dorama 'kissa pikuseru' (60秒Webドラマ「喫茶ピクセル」)                                             |                                           | YouTube            | Drama internetowa, kanał NTT docomo na YouTube |
| 2024 | Like a Dragon: Yakuza (龍が如く～Beyond the Game～)                                                              | Yumi Sawamura                             | Amazon Prime       |                                                |
| 2025 | Anpan (あんぱん)                                                                                                 | Ranko Asada (młodsza siostra Nobu)        | NHK                | Asadora                                        |

### Filmy
| Rok  | Tytuł                                                              | Rola                                                    | Uwagi                             |
| ---- | ------------------------------------------------------------------ | ------------------------------------------------------- | --------------------------------- |
| 2019 | Yodominaku, Yamanai (よどみなく、やまない)                         |                                                         | Główna rola, film krótkometrażowy |
| 2020 | Rolling Marbles (転がるビー玉)                                     | Moeko                                                   |                                   |
| 2020 | Toumei no Kuni (透明の国)                                          |                                                         | Główna rola                       |
| 2020 | A Beloved Wife (喜劇 愛妻物語)                                     | Nanami Sugimori (Uczennica liceum robiąca makaron udon) |                                   |
| 2020 | Underdog: Part One (アンダードッグ)                                |                                                         |                                   |
| 2020 | Sasaki in My Mind (佐々木、イン、マイマイン)                       |                                                         | Główna rola                       |
| 2021 | It’s a Summer Film! (サマーフィルムにのって)                       | Kickboard                                               |                                   |
| 2021 | Równowaga (由宇子の天秤)                                           | Mei Obata                                               | Główna rola                       |
| 2021 | Area (Mirrorliar Films Plus)                                       | Kaori                                                   | Główna rola                       |
| 2021 | Unfeigned Happy Ending (偽りのないhappy end)                       | Yu                                                      |                                   |
| 2022 | Just Remembering (ちょっと思い出しただけ)                          | Izumi                                                   |                                   |
| 2022 | Love Nonetheless (愛なのに)                                        | Misaki                                                  |                                   |
| 2022 | To Be Killed by a High School Girl (女子高生に殺されたい)          | Aoi                                                     |                                   |
| 2022 | Fuyu Soubi (冬薔薇)                                                | Misaki Tomoka                                           |                                   |
| 2022 | Plan 75 (PLAN 75)                                                  | Yoko Narumiya                                           |                                   |
| 2022 | A Hundred Flowers (百花)                                           | Misaki Tanabe                                           |                                   |
| 2022 | Sen wa, Boku o Egaku (線は、僕を描く)                              | Mika Kawagishi                                          |                                   |
| 2022 | Pewien mężczyzna (ある男)                                          | Akane                                                   |                                   |
| 2023 | Sayonara, Girls. (少女は卒業しない)                                | Manami Yamashiro                                        | Główna rola                       |
| 2023 | In Her Room (ひとりぼっちじゃない)                                 | Yoko                                                    |                                   |
| 2023 | Modern or Anarchy (モダンかアナーキー)                             | Hana                                                    |                                   |
| 2024 | April Come She Will (四月になれば彼女は)                           | Jun Sakamoto                                            |                                   |
| 2024 | A Girl Named Ann (あんのこと)                                      | An Kagawa                                               | Główna rola                       |
| 2024 | Look Back (ルックバック)                                           | Ayumu Fujino                                            | Główna rola, film anime, dubbing  |
| 2024 | Desert of Namibia (ナミビアの砂漠)                                 | Kana                                                    | Główna rola                       |
| 2024 | Hakkenden: Fiction And Reality (八犬伝)                            | Hamaji                                                  |                                   |
| 2025 | Teki (敵)                                                          | Ayumi Sugai                                             |                                   |
| 2025 | Warui natsu (悪い夏)                                               | Aimi Hayashino                                          |                                   |
| 2025 | She Taught Me Serendipity (今日の空が一番好き、とまだ言えない僕は) | Hana Sakurada                                           | Główna rola                       |
| 2025 | Renoir (ルノワール)                                                | Kita Kuriko                                             |                                   |

## Nagrody i nominacje
| Rok  | Ceremonia                                   | Kategoria                                 | Nominowany                                                                     | Rezultat   | Przy.  |
| ---- | ------------------------------------------- | ----------------------------------------- | ------------------------------------------------------------------------------ | ---------- | ------ |
| 2022 | Festiwal Filmowy Takasaki                   | Najlepszy Nowy Aktor                      | Równowaga                                                                      | Wygrana    | [ 9 ]  |
| 2022 | Nagrody Narodowego Stowarzyszenia Filmowego | Najlepsza Aktorka Drugoplanowa            | Równowaga                                                                      | Wygrana    | [ 10 ] |
| 2022 | Festiwal Filmowy w Jokohamie                | Najlepszy Debiutant                       | Równowaga i It’s a Summer Film!                                                | Wygrana    | [ 2 ]  |
| 2022 | Nagrody filmowe Mainichi                    | Najlepsza Nowa Aktorka                    | Równowaga                                                                      | Nominacja  | [ 11 ] |
| 2022 | Nagrody Kinema Junpo                        | Najlepsza Nowa Aktorka                    | Równowaga, It’s a Summer Film! i Unfeigned Happy Ending                        | Wygrana    | [ 12 ] |
| 2022 | Nagrody Błękitnej Wstęgi                    | Najlepszy Debiut                          | Równowaga i It’s a Summer Film!                                                | Wygrana    | [ 13 ] |
| 2022 | Nagrody Filmowe Tama                        | Najlepsza Nowa Aktorka                    | Just Remembering, Love Nonetheless, Fuyu Soubi, Plan 75 i A Hundred Flowers    | Wygrana    | [ 14 ] |
| 2022 | Elle Cinema Awards                          | Nagroda Elle Girl dla Wschodzącej Aktorki | Plan 75 i Love Nonetheless                                                     | Wygrana    | [ 15 ] |
| 2022 | Nagrody Nikkan Sports Film                  | Najlepsza Aktorka Drugoplanowa            | Fuyu Soubi, Plan 75, Pewien mężczyzna i To Be Killed by a High School Girl     | Nominacja  | [ 16 ] |
| 2022 | Nagrody Nikkan Sports Film                  | Najlepszy Debiutant                       | Fuyu Soubi, Plan 75, Pewien mężczyzna i To Be Killed by a High School Girl     | Wygrana    | [ 16 ] |
| 2022 | Nagrody Filmowe Hochi                       | Najlepsza Aktorka Drugoplanowa            | Fuyu Soubi, Plan 75 i Just Remembering                                         | Nominacja  | [ 17 ] |
| 2023 | Festiwal Filmowy w Jokohamie                | Najlepsza Aktorka Drugoplanowa            | Pewien mężczyzna, Plan 75, Love Nonetheless, Fuyu Soubi i Just Remembering     | Wygrana    | [ 3 ]  |
| 2023 | Azjatyckie Nagrody Filmowe                  | Najlepsza Aktorka Drugoplanowa            | Plan 75                                                                        | Nominacja  | [ 18 ] |
| 2024 | Television Drama Academy Awards             | Najlepsza Aktorka Drugoplanowa            | Ekstremalnie niestosowne!                                                      | Wygrana    | [ 19 ] |
| 2024 | Nagrody Fundacji Kultury Nadawczej          | Nagroda za Najlepszą Rolę Aktorską        | Seria specjalna NHK: Kami no Ko wa Tsubuyaku                                   | Wygrana    | [ 20 ] |
| 2024 | Nagrody Filmowe Tama                        | Najlepsza Aktorka                         | Desert of Namibia, A Girl Named Ann, Look Back (dubbing) i April Come She Will | Wygrana    | [ 21 ] |
| 2024 | Yahoo! Search Awards                        | W kategorii Aktorka                       | Yuumi Kawai                                                                    | 1. miejsce | [ 22 ] |
| 2024 | Elle Cinema Awards                          | Nagroda Elle dla Najlepszej Aktorki       | Desert of Namibia                                                              | Wygrana    | [ 23 ] |
| 2024 | Nagrody Nikkan Sports Film                  | Najlepsza Aktorka                         | A Girl Named Ann, Desert of Namibia i Look Back (dubbing)                      | Nominacja  | [ 24 ] |
| 2024 | Nagrody Filmarks                            | Nagroda dla Najlepszego Aktora            | A Girl Named Ann, Look Back (dubbing) i Ekstremalnie niestosowne!              | Wygrana    | [ 25 ] |
| 2025 | Nagrody filmowe Mainichi                    | Najlepsza Aktorka                         | A Girl Named Ann i Desert of Namibia                                           | Wygrana    | [ 26 ] |
| 2025 | Nagrody Błękitnej Wstęgi                    | Najlepsza Aktorka                         | A Girl Named Ann i Desert of Namibia                                           | Wygrana    | [ 27 ] |
| 2025 | Nagrody Kinema Junpo                        | Najlepsza Aktorka                         | A Girl Named Ann i Desert of Namibia                                           | Wygrana    | [ 28 ] |
| 2025 | Nagrody Élan d’Or                           | Debiutant Roku                            | Yuumi Kawai                                                                    | Wygrana    | [ 29 ] |
| 2025 | Festiwal Filmowy w Osace                    | Najlepsza Aktorka                         | A Girl Named Ann                                                               | Wygrana    | [ 30 ] |
| 2025 | Nagrody Japońskiej Akademii Filmowej        | Najlepsza Aktorka                         | A Girl Named Ann                                                               | Wygrana    | [ 31 ] |
| 2025 | Azjatyckie Nagrody Filmowe                  | Najlepsza Aktorka                         | Desert of Namibia                                                              | Nominacja  | [ 32 ] |